# Janna Angelopulu-Daskalaki
Janna Angelopulu-Daskalaki (gr. Γιάννα Αγγελοπούλου-Δασκαλάκη, ur. 12 grudnia 1955, Iraklion, Kreta), grecka działaczka polityczna i sportowa, prawniczka.
Ukończyła prawo na Uniwersytecie Arystotelesa w Salonikach. Od 1986 była radną zespołu miejskiego Aten, w latach 1989–1990 zasiadała w parlamencie z ramienia Nowej Partii Demokratycznej. Złożyła mandat deputowanej po wyjściu za mąż za miliardera Theodorisa Angelopulosa i pracowała we władzach jego przedsiębiorstwa okrętowego.
Od 1996 stała na czele komitetu organizacyjnego igrzysk olimpijskich w Atenach; jej zaangażowanie przyczyniło się do sukcesu igrzysk, co podkreślali prezydenci Międzynarodowego Komitetu Olimpijskiego - Juan Antonio Samaranch i jego następca Jacques Rogge. Janna Angelopulu-Daskalaki zyskała dużą popularność w Grecji, a rząd nadał jej (1998) tytuł ambasadora pełnomocnego.